# 1936 في العراق
فيما يلي قوائم الأحداث التي وقعت خلال عام 1936 في العراق.

## سياسة
- 26 - 29 أكتوبر - العملية العسكرية لانقلاب بكر صدقي .
- 29 أكتوبر - تكليف حكمت سليمان بتشكيل وزارته بضغط انقلاب بكر صدقي.
- 30 أكتوبر – إقالة ياسين الهاشمي رئيس وزراء العراق.

## مواليد
- صائب صبري الصافي طيار عسكري عراقي.

### يناير
- 1 يناير – أحمد مطلوب
- 1 يناير – شمس الدين الواعظي
- 1 يناير – محمد مهدي شمس الدين

### فبراير
- 1 فبراير – محمد سعيد الطباطبائي الحكيم قائد ديني عراقي.
- 12 فبراير – بنيامين بن إليعازر سياسي إسرائيلي.

### أبريل
- 28 أبريل – طارق عزيز

## وفيات

### يناير
- 1 يناير – أحمد عزة الأعظمي (مواليد 1881) أستاذ اكاديمي ومؤلف ولغوي ومؤرخ عراقي.
- 1 يناير – جعفر العسكري (مواليد 1887) سياسي عراقي.
- 1 يناير – محمد نافع المصرف (مواليد 1881) قاضي عراقي.
- 1 يناير – نعمان الأعظمي (مواليد 1874) عالم دين مسلم وفقيه، وداعية ومعلم في كلية الإمام الأعظم ببغداد.

### فبراير
- 24 فبراير – جميل صدقي الزهاوي (مواليد 1863) شاعر وفيلسوف عراقي.